# Ittireddu
Ittireddu település Olaszországban, Szardínia régióban, Sassari megyében. Lakosainak száma 469 fő (2023. január 1.). Ittireddu Bonorva, Nughedu San Nicolò, Mores és Ozieri községekkel határos.

## Népesség
A település lakossága az elmúlt években az alábbi módon változott:
| Lakosok száma | 503  | 500  | 469  |
|               | 2017 | 2018 | 2023 |